# 현대무벡스
현대무벡스 주식회사는 대한민국의 물류 솔루션 기업으로,서울특별시 종로구 율곡로 194 현대그룹빌딩에 본사를 두고 있다.

## 개요
물류 자동화 사업, 지하철 스크린 도어, IT 서비스 사업을 영위하며인천 청라연구개발(R&D)센터에 태양광 발전설비를 도입하였다.